# Nannoscincus garrulus
Nannoscincus garrulus är en ödleart som beskrevs av  Ross A. Sadlier BAUER och SMITH 2006. Nannoscincus garrulus ingår i släktet Nannoscincus och familjen skinkar. IUCN kategoriserar arten globalt som starkt hotad. Inga underarter finns listade i Catalogue of Life.